# コンコルダート
コンコルダート（独: Konkordat）あるいはコンコルダ（仏: concordat）とは、カトリック教会の代表者であるローマ教皇と国家の間に国際法の形式に準じて結ばれる条約のこと。政教条約（せいきょうじょうやく）または単に協約と訳される。「合意・協約・協定」を意味するラテン語の「コンコルダトゥム」（羅: concordatum）に由来する。

## 歴史

### 初期の政教協約
最初期の政教条約は聖職叙任の権利を教会と国家が争った叙任権闘争の解決策として結ばれたもので、イギリスのベック条約（1107年）やヴォルムス協約（1122年）がある。ヴォルムス協約（カリストゥス協約）は神聖ローマ皇帝ハインリヒ5世と教皇カリストゥス2世の間で、皇帝は聖職叙任権を放棄し、教皇は司教の選出に皇帝が列席することを認めるという内容だった。1289年の教皇ニコラウス4世とポルトガル国王との間でも協約がなされた。
1378年から1417年の間にローマ教皇庁、アヴィニョン教皇庁、ピサ公会議の3箇所で各教皇が鼎立した教会大分裂以降、多くの政教条約が結ばれ、1418年にはスペイン、フランス、ドイツ、イギリスなど西ヨーロッパ諸国との間で聖職禄への課税権を認めた協約が、1446-1477年にはドイツ諸侯との協約、1448年のウィーンとの協約では教皇の課税権と聖職禄留保権を認められた。コンスタンツ公会議中の1418年にコンコルダートという用語が最初に用いられた。
1516年、フランス王国フランソワ1世はレオ10世教皇と
ボローニャ政教条約を締結し、国王が司教の指名権を持つことを教皇に認めさせ、国家教会主義（ガリカニスム）を実現した。

### フランス革命と1801年協約

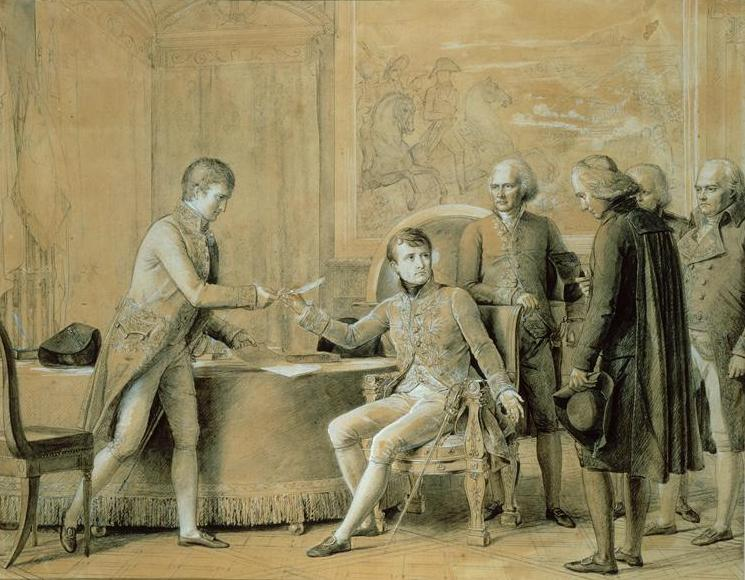
『コンコルダートの署名』, フランソワ・ジェラール作

フランス革命で国家が世俗化し、キリスト教が非国教となると、教会の財産が没収されたがその保障として聖職者に給与が払われるようになった。具体的には、1790年成立の聖職者民事基本法（僧族民事基本法）であって、この法律の内容は、フランス国内のカトリック教会を国家の管理下に置くものであった。司教区の行政的再編成、宗教的秩序の廃止、戸籍抄本の民間委譲、聖職者の叙任・給与などについて定め、これにより聖職者は公務員の扱いとなり、教会ではなくて、人民によって選任される立場になった。また、制限選挙などを定めた1791年憲法を全力で維持すること等の宣誓を義務としたため、聖職者の大多数が聖書以外に誓いを立てることを拒否し、革命と宗教との対立に発展した。敬虔なカトリック教徒であった国王ルイ16世は困惑したが、王党派聖職者の助言を受けて裁可に同意した。ところがローマ教皇ピウス6世は公にこれを強く批判し、宣誓者を批判して異端宣告することすら示唆したため、波紋が広がり、宣誓拒否聖職者（宣誓忌避聖職者）と立憲派聖職者の対立は一般の信徒も巻き込んで深刻の度合いを増した。信仰の根強い地方では、宣誓拒否聖職者が王党派と協力して農民の反乱を扇動したため、ヴァンデの反乱の原因の一つとなり、反革命運動の根源ともなった。聖職者民事基本法は、1794年に廃止されたが、ローマ・カトリック教会とのフランスとの敵対、およびフランス・カトリック教会内の分裂は1801年の協約までつづいた。
1799年、ローマ共和国が成立した事件に関して、ピウス6世はフランスの捕虜となり、ヴァランスで死去したが、ブリュメールのクーデターで第一統領となったナポレオンはその正葬を許可し、新教皇ピウス7世と秘密交渉を開始した。これが1801年7月16日のコンコルダートであり、このなかで教皇はナポレオンの統領政府を正式に承認し、没収教会財産の返還要求をしないことに同意した。叙任権は教皇が持つが、その任免の際に聖職者のフランス国家への忠誠宣誓を必須とし、人選についても第一統領が指名大権を持った。教区の変更の線引きは教会と国家が協議して決めるということになった。聖職者の公定俸給は国が支払うことになり、聖職者はやはり実質的には公務員のようになった。カトリックは国教に限りなく近い「フランス人の最大多数の宗教」という立場になった。妥協の産物であったため、これらは聖職階位制を復活させ、教皇権至上主義のつけ込む隙を与える方向で、聖職者民事基本法を修正したような内容であった。すなわち、一方で教会の特権の排除を目指す国家の絶対的支配権の主張に対して教会側がとる法的手段ともなったのである。
フランスの教会はカトリック教会の組織として再構築されることになり、民事基本法から派生した混乱と、立憲派聖職者と宣誓拒否聖職者の分裂は終結した。一方で教皇と皇帝との関係は、ナポレオンの離婚問題と大陸封鎖令に関連して再びこじれた。1808年に皇帝は教皇領を占領して翌年に併合し、対してピウス7世はナポレオンを破門してフランスに幽閉された。その後も叙任を拒んだ教皇とナポレオンとの対立はさらに長く続き、ロシア遠征の後の1813年1月に再びコンコルダート（フォンテーヌブローのコンコルダート）が締結されるが、破棄され、皇帝が失脚してセント・ヘレナ島に追放されるまで個人的な和解は成立しなかった。

### 19世紀の協約
19世紀以降、近代国家が成立していく中で、国家が教会の立場を認めるかわりに教会を国家の制限の下に置こうとする傾向の強いものとなった。
1801年協約は以降の協約の規範となり、1817年のドイツとバイエルンとの協約、1821年のプロイセンとの協約、1824年のハノーファーとの協約、1827年のベルギーとの協約、1828年（1845年、1888年）のスイスとの協約、1847年のポーランドとの協約、1851年のスペインとの協約、1855年のオーストリアとの協約、1857年のポルトガルとの協約が締結されていった。

### 20世紀の協約
さらに20世紀に入り、第一次世界大戦後に諸国家との間で結ばれた政教条約は広い内容を含む、いうなれば現代的な政教条約であるが、その主眼点は、教会が国家を承認し、その法の下に従うことと引き換えに、国家が教会の権利の保障と信徒および教会と学校などのカトリック施設の保護を約束するものである。もっとも有名なものはピウス11世とムッソリーニの間で結ばれ、バチカン市国を成立させたラテラノ条約（1929年）である。
また後の教皇ピウス12世が首席枢機卿として交渉に参加し、1933年にナチス・ドイツとの間で締結されたライヒスコンコルダートは、バチカンがナチズムを承認したか否かという論議を呼び起こした。